# APS-C

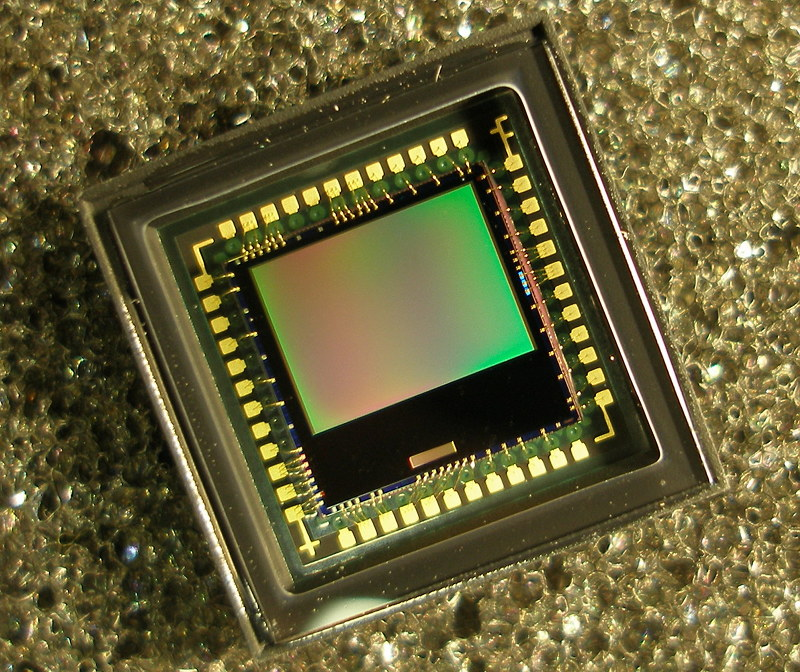
КМОП-сенсор формату APS-C

Розміри матриць у порівнянні з малоформатним кадром 24×36 мм

Advanced Photo System type-C (APS-C) — формат сенсора цифрових фотоапаратів, еквівалентний «класичному» формату (type-C що позначає Classic) Advanced Photo System, розмір яких становить 25,1×16,7 мм (пропорції 3:2).
Сенсори формату APS-C встановлюються в основному на цифрові дзеркальні фотоапарати та бездзеркальні цифрові фотоапарати, хоча їх можна знайти на фотокамерах інших класів. Всі варіанти виконання сенсорів APS-C менші, ніж плівковий фотостандарт 35мм (36х24 мм), і близькі до розміру сучасного кадру кіно формату Супер-35 (25х19 мм) або кадру звукового кіно (22х16 мм). Їхні розміри варіюються в межах між 20,7 × 13,8 мм і 25,1 × 16,7 мм, і відповідають значенням кроп-фактора від 1,74 до 1,44.

## Оптика для APS-C
Виробники DSLR -камер та сторонні компанії виробляють велику кількість об'єктивів для фотоапаратів із матрицями APS-C. До них, у тому числі, належать:
- Canon : EF-S, EF-M, RF-S
- Nikon DX
- Pentax DA (деякі моделі)
- Sony DT
- Sigma DC
- Tamron Di II
- Tokina DX

Об'єктиви цих серій іноді мають коротшу задню фокусну відстань (зокрема, об'єктиви Canon EF-S). При установці на повноматричні камери або камери формату APS-H такі об'єктиви можуть зіпсувати дзеркало камери. Тому у цих випадках в конструкцію байонета додаються елементи, які перешкоджають встановленню цих об'єктивів на камери без кроп-фактора. При цьому частина камери у відповідь має «зворотну сумісність», тобто встановлювати стандартні об'єктиви на камери з матрицями формату APS-C можливо без проблем.

## Кроп-фактор
Використовується для визначення співвідношення поля кадру в DSLR-камерах до поля кадру стандартного 35 мм кадру при використанні з об'єктивами, розрахованими на 35 мм плівку. Для різних матриць формату APS-C кроп-фактор різний. Основними кроп-факторами для цього формату є:
- ≈ 1,5:
  - всі цифрові дзеркальні камери Nikon, крім DF, D3, D3S, D3X, D4, D4S, D5, D700, D800, D600, D610, D810, D750 та D850;
  - всі цифрові бездзеркальні камери Fujifilm, а також компактні моделі X100, X100S;
  - всі цифрові системні камери Sony, крім A850, A900, A99, A7 та A7r;
  - цифрові дзеркальні камери Konica Minolta Maxxum 5D та Maxxum 7D;
  - усі цифрові дзеркальні камери марок Pentax та Samsung, крім MZ-D, K-1 та 645D, а також бездзеркальний фотоапарат Pentax K-01;
  - Бездзеркальні цифрові фотоапарати лінійки Samsung NX
  - цифровий дзеркальний фотоапарат Sigma SD1 та компактні моделі DP1 Merrill, DP2 Merrill, DP3 Merrill;
- ≈ 1,6 — усі цифрові дзеркальні фотоапарати Canon з дво-, три- та чотиризначними індексами, а також серії Canon EOS 7D; усі цифрові системні камери Canon EOS M
- 1,67 - псевдодзеркальний цифровий фотоапарат Sony Cyber-shot DSC-R1
- 1,73 - цифрові дзеркальні фотоапарати компанії Sigma, крім SD1, а також компактні фотоапарати DP1, DP2 та їхні модифікації без індексу Merrill.